# Rhytidoponera nexa
Rhytidoponera nexa är en myrart som beskrevs av Hermann Stitz 1912. Rhytidoponera nexa ingår i släktet Rhytidoponera och familjen myror. Inga underarter finns listade i Catalogue of Life.